# TJ Klune
Travis John Klune (Roseburg, 20 mei 1982) is een Amerikaanse fantasyauteur. Zijn roman Het weeshuis in de azuurblauwe zee is een bestseller van de New York Times en won in 2021 een Mythopoeic Award.

## Carrière
Klunes boeken worden gekenmerkt door de aanwezigheid van lhbt-personages. In het Nederlandse taalgebied is hij bekend geworden met zijn boek Het weeshuis in de azuurblauwe zee. Het boek werd vooral onder jongeren populair, nadat het viraal ging op TikTok.

## Privéleven
Klune is geboren en getogen in Roseburg, Oregon. Toen Klune zestien jaar was, verhuisde het gezin naar Tucson, Arizona.
Klunes verloofde, collega-schrijver Eric Arvin, is overleden in 2016.

## Onderscheidingen
| Jaar | Werk                               | Prijs                    | Categorie        | Result      |
| ---- | ---------------------------------- | ------------------------ | ---------------- | ----------- |
| 2013 | Into This River I Drown            | Lambda Literary Award    | Gay Romance      | Gewonnen    |
| 2020 | Het weeshuis in de azuurblauwe zee | Alex Award               | Roman            | Gewonnen    |
| 2020 | Het weeshuis in de azuurblauwe zee | Mythopoeic Fantasy Award | Adult Literature | Gewonnen    |
| 2021 | Het gefluister achter de deur      | Locus Award              | Fantasyroman     | Genomineerd |